# Kaizen

Kaizen scritto in giapponese.

Kaizen (改善) è la composizione di due termini giapponesi, kai (cambiamento, miglioramento) e zen (buono, migliore), e significa cambiare in meglio, miglioramento continuo. È stato coniato da Masaaki Imai nel 1986 per descrivere la filosofia di business che supportava i successi dell'industria nipponica negli anni ‘80 con particolare riferimento alla Toyota, tanto da rappresentare il sinonimo di toyotismo. Nel contesto in cui il termine è stato coniato, kaizen viene tradotto con "miglioramento continuo" perdendo di originalità rispetto al ciclo di Deming dal quale deriva ma con il quale non coincide.
Il kaizen, come pratica economica, si riferisce all'efficienza dei fattori produttivi legati alla microeconomia aziendale, attraverso lo sviluppo di sistemi di gestione finalizzati al contenimento dei costi di produzione.
Il kaizen come approccio per i sistemi di gestione per la qualità si connette con concetti come:
- il lean manufacturing (produzione snella);
- il Total Quality Management (TQM - Gestione della qualità totale);
- il Just in time (JIT - abbattimento delle scorte);
- il kanban (metodo per la reintegrazione costante delle materie prime e dei semilavorati);
- la riprogettazione dei processi aziendali;
- lo statistical process control (controllo statistico dei processi).

Il kaizen come strategia comportamentale si riferisce ad una pratica diretta al miglioramento costante dei processi manifatturieri, ingegneristici e di business management secondo una logica bottom-up che recentemente ha trovato applicazione nella sanità, psicoterapia, coaching, oltre ad altre industrie non manifatturiere quali istituti bancari ed industrie del terziario avanzato.
La vision della strategia kaizen è quella del rinnovamento a piccoli passi, da farsi giorno dopo giorno, con continuità, in radicale contrapposizione con concetti quali innovazione, rivoluzione e conflittualità di matrice squisitamente occidentale. La base del rinnovamento è quella di incoraggiare ogni persona ad apportare ogni giorno piccoli cambiamenti il cui effetto complessivo diventa un processo di selezione e miglioramento dell'intera Organizzazione.

## Storia del kaizen
La storia del kaizen è indissolubilmente legata a quella della qualità in Giappone. Dopo la seconda guerra mondiale, le forze d'occupazione statunitensi portarono in Giappone alcuni esperti in business management quali Homer Sarasohn e Charles Protzman per aiutare la ricostruzione dell'industria giapponese all'interno di un programma (Management Training Program) finalizzato ad introdurre il controllo statistico di matrice statunitense. Finito il programma governativo nel 1950, Sarasohn raccomandò W. Edwards Deming all'industria giapponese per proseguire lo sviluppo del metodo statistico.
I prodotti giapponesi, negli anni cinquanta, erano percepiti dal mercato come scadenti e grossolane imitazioni dei prodotti americani. Deming ed altri guru del controllo di gestione statunitense, quali Feigenbum e Juran, proposero al governo giapponese di ribaltare la situazione in 10 anni attraverso la massiccia introduzione del controllo qualità nell'industria manifatturiera. Il progetto venne avviato dal governo giapponese con l'istituzione dell'Economic and Scientific Section group (ESS) che realizzò il programma Training Within Industry (TWI) già nel 1951. Un filmato educativo del TWI, pensato per introdurre il J Program (Job Instruction, Job Methods and Job Relations) anche in Giappone, era intitolato Miglioramento in 4 Passi la cui traduzione giapponese suonava Kaizen eno Yon Dankai: il termine Kaizen veniva ufficialmente introdotto in Giappone.
Quale riconoscimento del lavoro svolto e dei risultati conseguiti, Deming fu insignito con un'alta onorificenza (Cavaliere di II Classe dell'Ordine del Sacro Tesoro) direttamente dalle mani dell'imperatore del Giappone nel 1960.
Durante gli anni sessanta l'importazione di prodotti giapponesi nei mercati europei ed americano incrementò significativamente grazie soprattutto all'alta qualità ed al prezzo contenuto di questi ultimi rispetto ai concorrenti occidentali: la profezia di Deming si era realizzata. I pionieri del cambiamento nipponico (Eiji Toyoda, Sōichirō Honda, Kaoru Ishikawa, etc.) si apprestavano a diventare i nuovi guru del business management grazie ai propri Quality Managers (Masaaki Imai, Taiichi Ōno, ed altri) ed ai sistemi di gestione per la qualità.
Non a caso, la prima conferenza internazionale sulla qualità fu tenuta a Tokio nel 1969. Proprio in quella occasione vennero poste le basi degli sviluppi futuri della qualità grazie all'intervento di Feigenbaum, che introdusse il concetto di qualità totale, e soprattutto l'intervento di Kaoru Ishikawa che segnò il definitivo distacco del modello giapponese dai sistemi di gestione della qualità occidentali che stentavano ad imporsi in patria.
Negli anni settanta fino a tutti gli anni ottanta, i crescenti successi dell'industria del Sol Levante imposero il kaizen e più in generale la qualità come punto di forza di ogni industria manifatturiera. A seguito della pressante crescita della competitività giapponese, in Inghilterra venne introdotta la BSI 5750 per la gestione dei sistemi qualità da cui, nel 1987, fu coniata la prima versione della ISO 9001. Nel 1986, la pubblicazione di Kaizen: The Key to Japan's Competitive Success di Masaaki Imai segnò:
- il consolidamento definitivo dell'esperienza in sistemi gestionali per la qualità giapponese;
- la nascita del kaizen come metodologia a sé stante;
- la mitizzazione del toyotismo e la coincidenza di quest'ultimo con la più ampia esperienza nipponica in materia di qualità.

Con le disavventure dell'industria del Sol Levante e l'impetuosa affermazione dell'industria cinese nel corso degli anni novanta, i giapponesi sono progressivamente scomparsi dalle citazioni e dalle case history. Il canto del cigno dell'avventura kaizen in termini planetari avviene negli anni 2000 e segnatamente con l'edizione, curata dalla stessa Toyota, del set completo dei principi del toyotismo denominato Toyota Way.

## La cultura del kaizen
Anche se il kaizen affonda le sue radici nell'approccio scientifico-statistico di matrice occidentale, ed è di fatto il prodotto della standardizzazione della produzione sperimentata già da Henry Ford con la catena di montaggio negli anni ‘30, rimane tuttavia un'esperienza tipicamente nipponica fino agli anni '60 e si diffonde in Occidente soltanto grazie ai successi commerciali e al processo d'internazionalizzazione dell'industria giapponese.
Questa ibridazione fra cultura occidentale ed orientale è essenzialmente una rivoluzione culturale finalizzata alla modernizzazione del Giappone seconda solo al movimento sonnō-jōi (onora l'imperatore) dell'era illuminata Meiji. Questo repentino cambiamento, che ha prodotto il boom economico giapponese, è anche un effetto collaterale del processo di occupazione delle forze armate americane nell'immediato dopo guerra (che a tutt'oggi perdura) e del bisogno di approvvigionamenti standardizzati da reperire nei paesi occupati. Fino a qui l'apporto culturale occidentale, per il resto il kaizen è un prodotto della cultura orientale, segnatamente nipponica, per molti aspetti:
- In primo luogo, lo sviluppo e la diffusione del kaizen è stata un'operazione verticistica della classe dirigente giapponese del tutto simile all'importazione del modello Cinese nell'epoca Tokugawa ed a quello della tecnologia occidentale dell'era Meiji[19].
- L'apprendimento attraverso la pratica e la selezione euristica dei modelli da imitare, seppur assimilabile al pragmatismo del secolo scorso, si sposa magnificamente con la tradizione confuciana ed il rifiuto della verità teoretica come criterio di scelta tra diverse soluzioni ai problemi contingenti[20].
- L'implementazione di una strategia Kaizen presuppone una forte spinta motivazionale ed un senso d'appartenenza all'organizzazione, tali da far coincidere gli interessi del singolo con il gruppo d'appartenenza, che si distaccano dall'individualismo atomistico di matrice liberista[21] per sposare una visione organicista[22] tipica delle società orientali.
- Il miglioramento continuo e graduale ricercato dal kaizen è antitetico al "rivoluzionismo occidentale"[23] che propone una visione del mutamento come fenomeno improvviso e profondo che comporta la rottura di un modello precedente ed il sorgere di un nuovo modello[24] (ovvero paradigma secondo l'accezione di Thomas Kuhn) come nel caso della Rivoluzione scientifica, la Rivoluzione industriale, la Rivoluzione politica, etc.
- Il presupposto culturale del kaizen, ed a maggior ragione le pratiche di miglioramento personale omonime tanto quanto il Total Quality Management da esso sviluppatosi, è una visione olistica del processo produttivo, dell'efficienza e dell'economia in generale le cui radici filosofiche sono saldamente radicate nel Taoismo Cinese e particolarmente nel concetto di sincronicità[25] che appare chiaramente nello sviluppo dei cosiddetti '’Eventi Kaizen'’[26].
- Lo spontaneismo necessario per il progresso (o meglio il ‘'miglioramento continuo'’) che dovrebbe svilupparsi secondo l'approccio ‘'’bottom-up'’' (ovvero secondo il principio che ‘'l'energia viene dal basso'’[14]) corrisponde al principale canone dello Shintoismo[27].
- Il disprezzo per lo spreco, mottainai[28] (勿体無), come valore assoluto e retaggio della tradizione feudale del Giappone pre-capitalistico. Mottainai è parimenti un giudizio di valore legato all'empietà[29] intesa come vera e propria offesa alla morale.

In ultima analisi, la componente legata alla cultura orientale del kaizen sembra esserne un elemento distintivo e determinante.
Toshiro Katori (利郎 香取市) ha recentemente rilevato come, a discapito delle radici scientifico-statistiche, la cultura della Qualità abbia prodotto, in occidente, una serie di guru spesso distanti dal main-stream del sistema produttivo e del pensiero economico, mentre in oriente è stata facilmente integrata nel tessuto produttivo prima coreano e successivamente cinese determinandone i successi. La ragione profonda di questo fenomeno risiederebbe, appunto, nel mancato cambio di paradigma della cultura occidentale rispetto al comune retaggio culturale sino-nippo-koreano che ha favorito la diffusione della Qualità come pensiero dominante su larga scala (ogni organizzazione di ogni ordine e grado ed ogni operatore economico di qualsiasi formazione culturale e livello funzionale).
Seguendo la logica che sottintende la marcatura CE dei prodotti, l'esplicito riconoscimento del Total Quality Management come sistema d'attestazione della conformità libera da qualunque pregiudizio sull'applicabilità dei sistemi di gestione kaizen anche alle organizzazioni Occidentali

## I principi del kaizen
Il kaizen è un processo quotidiano il cui scopo è il miglioramento dell'efficienza produttiva soprattutto attraverso la umanizzazione del posto di lavoro:
- Disegnando la linea produttiva ed i processi ad essa collegati seguendo le esigenze del lavoratore;
- La progressiva eliminazione del lavoro pesante e/o ripetitivo (muri) con ampio ricorso a processi automatizzati;
- La formazione continua del personale attraverso processi di riqualificazione tecnologica e stages di apprendimento dedicati;
- L'addestramento del personale all'utilizzo del metodo scientifico per trovare ed eliminare gli sprechi (muda);
- Il coinvolgimento e l'identificazione del personale con la visione aziendale.

Secondo l'approccio kaizen, l'umanizzazione del posto di lavoro, ad ogni livello e coinvolgendo qualunque processo aziendale, comporta un aumento della produttività: “l'idea è quella di nutrire le risorse umane dell'azienda elogiandole ed incoraggiandole alla partecipazione delle attività legate alla Qualità”.
Il personale dell'organizzazione, dal C.E.O. fino all'addetto alle pulizie, tanto quanto tutti gli stakeholders (per i processi ad essi dedicati), è tutto inderogabilmente coinvolto nel processo di miglioramento e nella gestione della Qualità.
Presupposti necessari (per altro non sufficienti) al coinvolgimento totale dei singoli alla realizzazione degli scopi dell'Organizzazione sono:
- La costruzione dei processi aziendali attraverso il massiccio ricorso al team work;
- La trasformazione del management aziendale da controller a team leader con spostamento del recruitment[34] verso soggetti capaci di leadership carismatica[35] e di coaching;
- Il potenziamento dei momenti di ascolto e dei canali comunicativi tanto interni quanto esterni (reporting, auditing, monitoring, B2B relationship, stakeholders embedding, customer relationship management, etc.);
- L'implementazione di riunioni periodiche dedicate al miglioramento (Kaizen Events) che non si limitano alla cosiddetta management review prevista dalla EN ISO 9001 ma che avvengono settimanalmente a livello di team[36];
- La gestione del cambiamento (change management) attraverso delle sessioni dedicate (blitz kaizen) affidate al Quality Manager che ne cura la preparazione, la gestione e le attività di follow-up in veste di facilitatore.

La ingegnerizzazione del posto di lavoro sul modello kaizen può essere descritta con 5 idiomi giapponesi tutti traducibili in inglese con altrettante parole che iniziano per esse (“5S”):

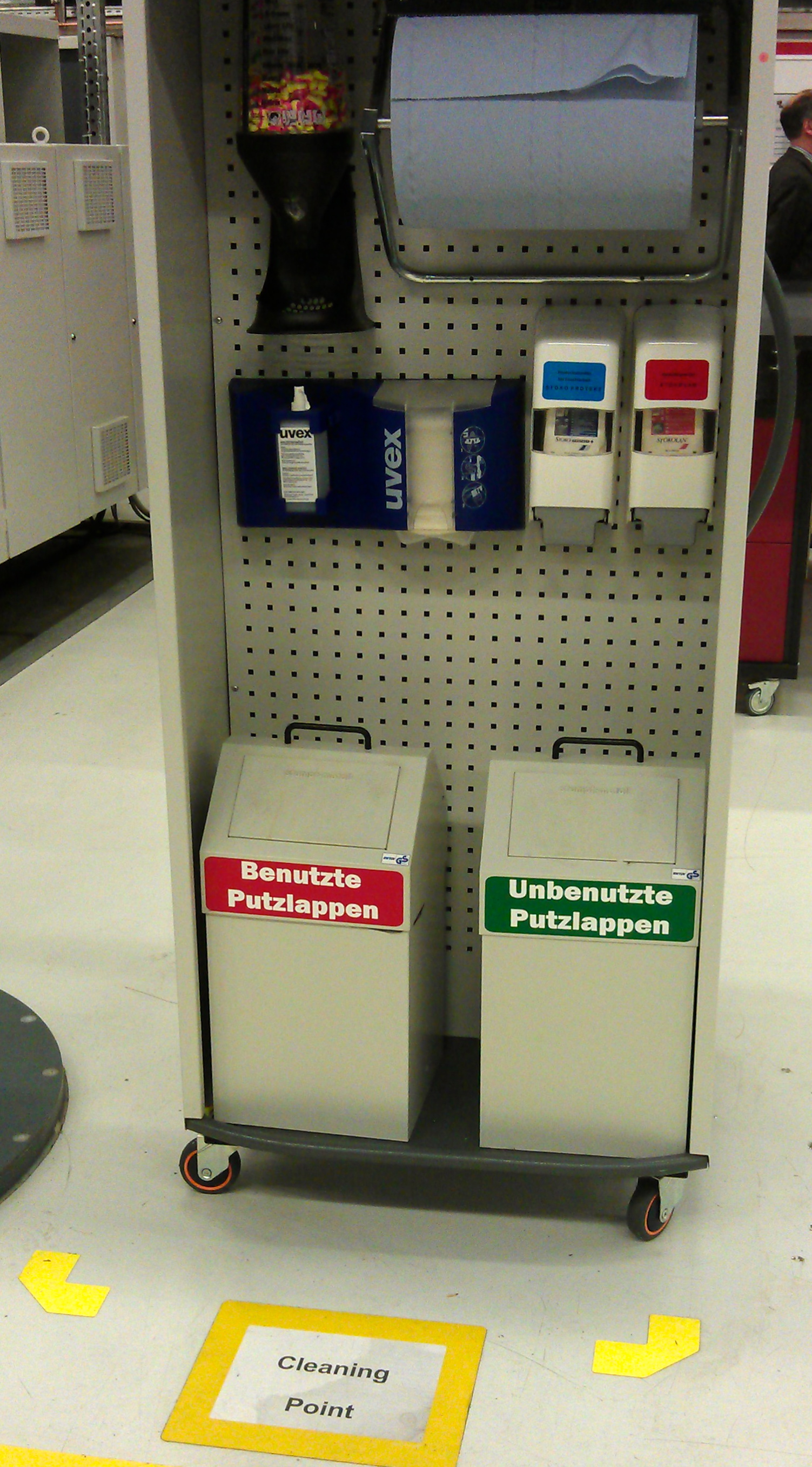
Applicazione del sistema organizzativo 5S all'attività di pulizia

- Seiri (Ordine) comporta l'eliminazione del superfluo (strumenti di lavoro inutili, istruzioni operative non necessarie, cartellonistica inessenziale, etc.), classificazione dell'essenziale in ordini di priorità (sulla base dei cicli di utilizzo) e facilitazione della fruibilità.
- Seiton (Stabilizzazione) segue la fase di Seiri e presuppone l'identificazione degli spazi essenziali per la costruzione del posto di lavoro facilitando l'identificazione e la rintracciabilità degli strumenti.
- Seiso (Pulizia) del posto di lavoro e delle attrezzature, regolare manutenzione e ripristino dell'ordine dopo ogni turno di lavoro.
- Seiketsu (Standardizzazione) tutte le postazioni di lavoro riferibili ad una identica funzione devono essere uguali ed intercambiabili, consentendo al lavoratore di orientarsi in ogni stazione soprattutto attraverso l'uniformità delle attività lavorative attraverso Istruzioni Operative standardizzate.
- Shitsuke (Sostenere), una volta stabilita una prassi essa dev'essere mantenuta e nel caso migliorata, evitando di guardare a vecchi standards ed abitudini obsolete.

Mantenimento dei livelli di stoccaggio Kanban secondo la logica del segnale dalla produzione.

Un altro concetto chiave del kaizen è il kanban (看板 カンバン), meglio conosciuto in Occidente con l'espressione Just in time. Il Kanban è un processo di gestione della logistica strutturato secondo la logica “pull” (tirare) che l'ideatore descrive come la logica dello scaffale del super-market nel quale l'approvvigionamento è determinato dalle scelte del Cliente e dalla costante reintegrazione delle scorte nello spazio preposto per lo stoccaggio. L'enfasi del Kaizen sulla gestione logistica ha radici profonde legate alla strategia militare con particolare riferimento a L'arte della guerra di Sun-Tsu. In ordine temporale, il kanban risale all'esperienza diretta Toyota nei primi anni '40 (ovvero prima dell'avvento di Deming) per essere successivamente implementato come prassi industriale nel maggiore impianto produttivo Toyota nel 1953, il che fa della gestione logistica kanban un prodotto autoctono della cultura nipponica.
Altro importante principio ispiratore del kaizen è lo sviluppo delle tecniche di problem solving attraverso quello che in Occidente è conosciuta come RCA (Root Cause Analysis) che si concretizza attraverso lo strumento operativo meglio conosciuto come Diagramma di Ishikawa ovvero diagramma a lisca di pesce.
Quale tecnica investigativa, la RCA risulta particolarmente interessante e parimenti di difficile comprensione per la cultura occidentale. Il poderoso contributo della RCA è quello di essere l'unico strumento operativo di analisi delle relazioni causali non lineari tipiche dei sistemi causali complessi che ci riporta al profondo olismo che pervade la metodologia kaizen.
Il vantaggio dell'approccio RCA è quello di non identificare una causa efficiente univoca a priori e di essere perfettamente allineato (a differenza, ad esempio, dei diagrammi di Pareto) con l'operazionismo di Percy Williams Bridgman.
Un altro importante strumento di problem solving storicamente riferibile al kaizen è la tecnica cosiddetta 5 why's (cinque volte perché) sviluppata da Sakichi Toyoda (豊田 佐吉) durante la sua attività di C.E.O. della Toyota. Oltre gli aspetti pratici ed operativi, che non differiscono da un diagramma a pesce, lo scopo intrinseco del porsi 5 volte perché risiede nella dilatazione del tempo di reazione del ‘'problem solver'’ che progressivamente si distacca da un approccio impulsivo e poco incline alla valutazione obiettiva.

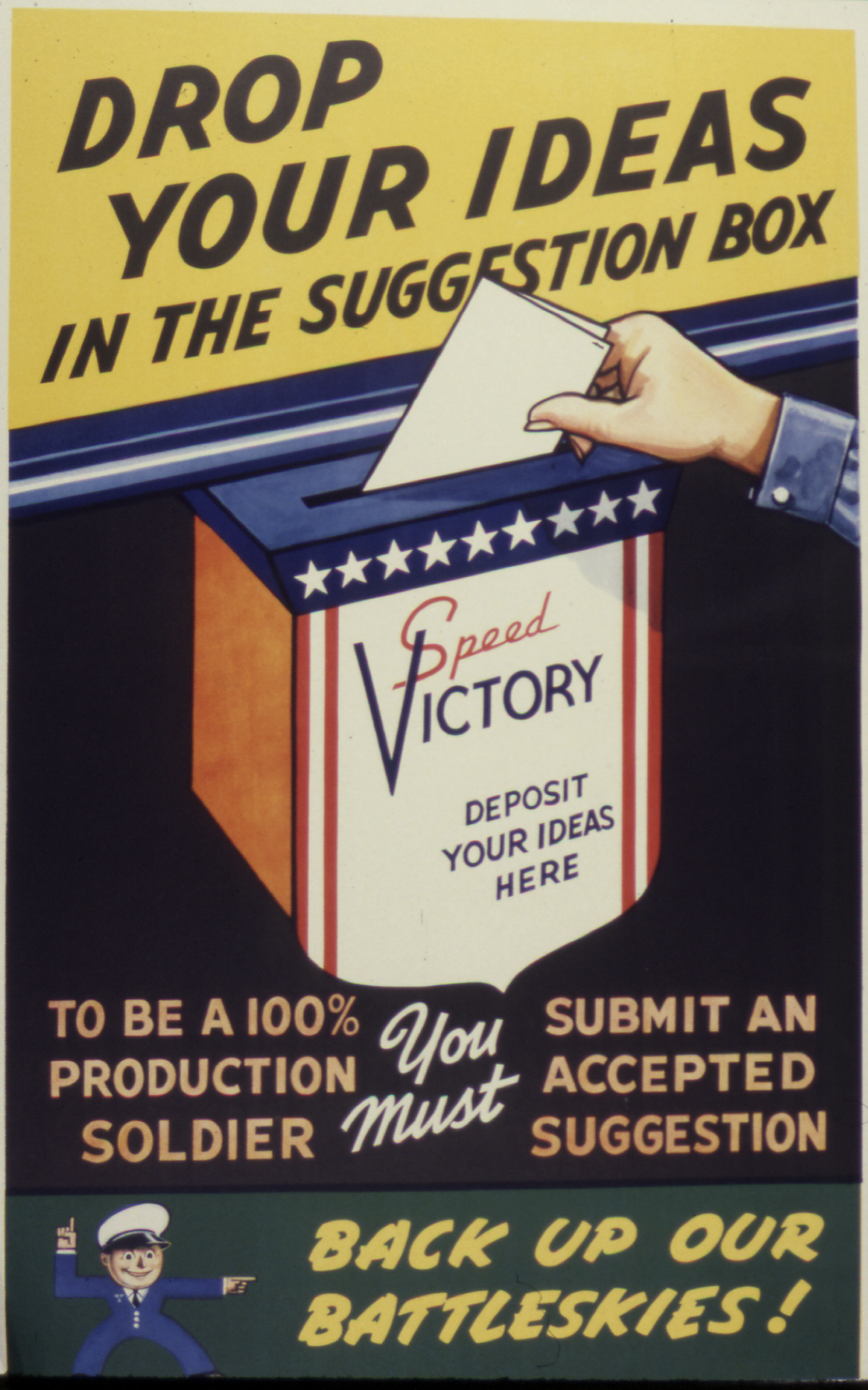
"Drop Your Ideas in the Suggestion Box" (US propaganda durante la II Guerra Mondiale)

Il kaizen prescrive un robusto ricorso al sistema dei suggerimenti. Il sistema dei suggerimenti, seppur creato negli Stati Uniti ed implementato dal governo americano già durante la seconda guerra mondiale attraverso il sistema c.d. del suggestion box, con lo sviluppo del kaizen diventa sistemico e diffuso.
Ai classici strumenti noti alla soddisfazione del cliente, il kaizen ha sviluppano un sistema di suggerimenti interno all'organizzazione. I vantaggi pratici derivanti dallo stimolo della voce dei dipendenti possono essere sinteticamente riassunti in:
- raccolta delle informazioni direttamente dai fruitori dei processi e sviluppo del miglioramento degli stessi dal basso all'alto;
- sviluppo del senso di appartenenza del dipendente e riconoscimento del valore da parte dell'azienda;
- mitigazione del principio gerarchico e della funzione di ‘'controler'’ del management che attraverso il sistema dei suggerimenti si trova nella posizione di essere controllato dai controllati.

## Il ciclo del kaizen
L'implementazione di un modello di gestione kaizen presuppone un'elevata ingegnerizzazione dei processi in fase di progettazione unitamente al massimo controllo sugli stessi sulla falsariga del Ciclo di Deming.

Il ciclo PDCA

La ragione di questo modello risiede nella massima riduzione dei controlli “a valle” (tests distruttivi e non, misurazioni empiriche e verifiche direttamente sui prodotti) in favore dei “controlli concomitanti”, dei controlli “a monte” e di un atteggiamento proattivo generale finalizzato all'eccellenza.
In massima sintesi, il ciclo kaizen può essere definito come:
- Ricerca della standardizzazione massima delle operazioni, dei processi e delle attività;
- Misurazione dei processi[50] (non quindi degli outputs di processo), delle operazioni e delle attività con riferimento al consumo di risorse ed ai cicli temporali per l'esecuzione (da cui deriva una progressiva razionalizzazione dei processi e non un incremento degli outputs se non in termini di riduzione dei cicli);
- Valutazione delle misurazioni e non dei requisiti dei processi[51] e progressivo aggiustamento e miglioramento;
- Innovazione (ovvero, detto alla Kuhn, cambio di paradigma[52]) solo quando questo ha esaurito le possibilità di ulteriori sviluppi ovvero perde di efficienza e di conseguenza di legittimazione[53];
- Standardizzazione dell'innovazione ed implementazione attraverso un Blitz (cfr. infra Kaizen Blitz) minimizzando i tempi fra concezione ed applicazione[54];
- Ripetizione del ciclo ad infinitum.